# 似鳥龍屬
似鳥龍屬（屬名：Ornithomimus）意為「鳥類的模仿者」，是一種雜食性獸腳亞目恐龍，除了尾巴較長之外，其餘形狀均和現代鴕鳥極度相似，牠也是似鳥龍科中最先被發現的。似鳥龍的生存於晚白堊紀的北美洲地獄溪組，在現代美國、加拿大和墨西哥均有發現，和暴龍、三角龍、甲龍、腫頭龍和愛德蒙托龍生活在同一個地質年代。目前有兩個有效種，一個是急速似鳥龍（O. velox），是根據一個腳掌與部份手掌來命名的，這些化石發現於馬斯垂克階的丹佛組；另一個是埃德蒙頓似鳥龍（O. edmontonicus），是在加拿大發現的更好、更完整的的化石，產自艾伯塔省的，在加拿大省立恐龍公園中尤其多；在美國東岸則發現了一個保存極好的天然狀態標本化石，疑似似鳥龍，目前仍不清楚屬於哪種。似鳥龍可能具有羽毛。

## 敘述

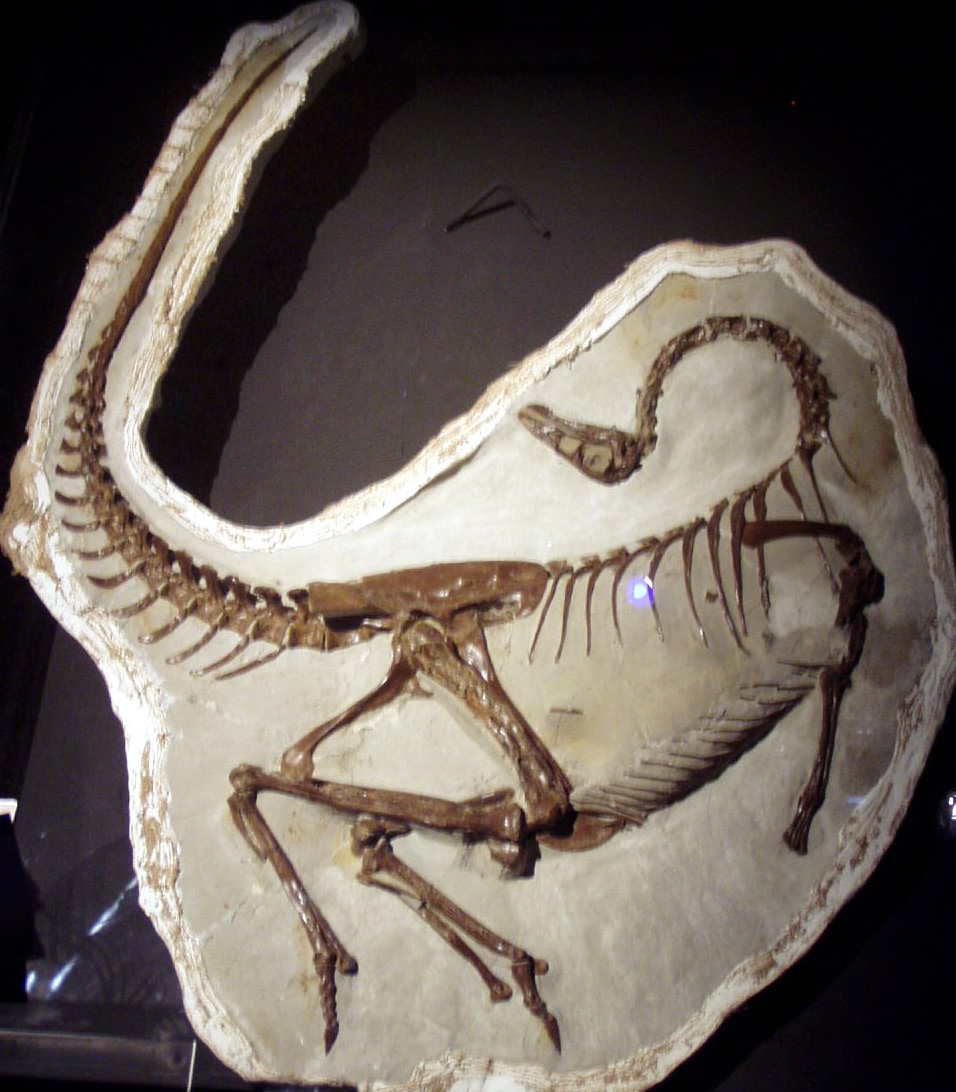
一個死亡姿勢的埃德蒙頓似鳥龍，位於多倫多皇家安大略博物館

如同其他的似鳥龍科恐龍，似鳥龍的腳掌擁有3個腳趾、手臂修長、長頸部、頭顱類似鳥類。似鳥龍與其他似鳥龍科恐龍（例如似鴕龍）的差別，在於牠們擁有非常長、而且直的指爪與趾爪，而且手指與手掌長度接近。似鳥龍的手掌外表類似樹懶的手掌，亨利·費爾費爾德·奧斯本根據這特徵提出似鳥龍是用手掌將樹枝勾下來進食。直到近年，因為似鳥龍科的喙狀嘴，牠們被推測是濾食性動物。
似鳥龍身長3.5公尺，高度為2.1公尺，重量約100到150公斤。牠們是二足恐龍，外表類似鴕鳥，除了牠們擁有長尾巴。似鳥龍的骨頭輕而中空，應該是種快速的奔跑者，硬挺的尾巴具有平衡的作用，上有多達40節尾椎。

## 大眾文化
在英國的電視節目《史前公園》（Prehistoric Park）中，似鳥龍扮演一個主要的角色，牠們出現在每一集中，並被描繪成體型較大，長度較短的模樣。牠們並被描述成群居動物，而幼體擁有絨毛狀羽毛，且如同鳥類幼雛一般，牠們對於首次看見的物體印象深刻。牠們被描述成食性較類似鴨子，而非鴕鳥。似鳥龍也出現在許多電影之中，例如：《暴龍關吉》（The Valley of Gwangi, 1969年）、《Planet of Dinosaurs》（1978年）、以3D立體版的IMAX 電影《絕地暴龍》（T-Rex: Back to the Cretaceous, 1998年）。
2022年的紀錄片《史前地球》（英語：Prehistoric Planet）中有描述似鳥龍的築巢行為，以及白熊龍捕食似鳥龍的片段。